# Пита
Пита је слатко или слано јело које се прави од танко развијеног теста и разног другог прехрамбеног материјала - надева (месо, сир, поврће, воће).
Пите се праве широм света од различитих врста теста, са различитим надевима и на различите начине.

## Етимологија
Порекло речи пита није прецизно утврђено Неки извори наводе да је реч пита (грч. pētta, тур. pite, pide) грчког порекла и да потиче од речи peptos - "кувано". Према другим изворима реч пита потиче из Готског језика, од речи bita - "залогај" или од германске речи biton - "мало парче"
Реч "пита", када се односи на храну, у разним језицима означава различита јела у чијој основи је тесто. У Грчкој и у земљама Блиског истока овај израз се употребљава за форму танких, округлих хлебова, који се могу пунити месом, поврћем и другим намирницама.
У енглеском језику реч "пита" (Pita) први пут је забележена 1931. године, а у свакодневни језик је ушла из савременог грчког језика половином 20. века, као "пита" или "пита хлеб" (британски енглески: Pitta bread, амерички енглески: Pita bread) или хлеб за успут, код Срба познатих као лепиња, а код Босанаца као сомун.
У српском језику реч "пита" се сврстава у турцизме грчког порекла, а означава јело од мање или више истањеног теста, у које се мота надев или које се пуни, надева. Појам „пита” користи се за сва јела од теста и надева управо онако како се у турском језику за таква јела користи реч „берек” (тур.börek). То потврђује и Вук Караџић у свом Српском рјечнику:
| „ | Пита има различнијех, нпр. Једне су савијене као гужвара и савијача, које су опет различне по ономе шта се у њих метне (нпр. Месо или сир); друге су од простртијех по тепсији обги, по којима се или змеђу којијех се што метне као и у оне прве, пак се одозго најпослије једном покрије; овака је пита и гибаница, у коју се између обги меће меки сир измијешан са скорупом, млијеком и јајима; и урмашица је пита, али није од обги, него од тијеста закухана маслом и чини ми се цијеђем, од којега се тијеста начине мали колачићи отприлике као урме, и пошто се на брду обрну те на њима постану прутасте шаре, наређају се по тепсији, те се пеку, пак се најпослије заљевају медом замућенијем водом. | ” |

У енглеском језику реч за питу је Pie и подразумева јело од прхког, масног теста или кромпира филовано сланим или слатким надевом.

## Историја
У време ратова и великих војних миграција, као и у време мира и дугих путовања караванима и бродовима, с једног на други крај државе или континента, јавила се потреба за лако преносивом, енергетски јаком и лако одрживом храном, која се, већ спремљена може преносити у малом простору. До појаве првих, кртих, векни хлеба, које су са собом на пловидбу носили египатски морнари, на путовање или у војни поход се носила "жива храна": стока, живина и сирове намирнице. Таква, покретна, кухиња имала је и свог касапина и свог кувара и помоћно особље. За транспорт такве кухиње било је потребно пуно посебног простора на бродовима, а у случају копненог транспорта велики број кола и коњске или воловске снаге. Ипак дешавало се да се храна поквари, стока разболи, кухиња пропадне.
Промена у начину обраде житарица, појава житног брашна и печених форми од жита и брашна, потпуно мења начин размишљања о храни за успут. Током египатског неолита, новог каменог доба, долази до формирања перманентних села, развитка грнчарства и осталих заната и доместикације биљака. Тада се јављају и прве варијанте преносиве хране. Ране пите су биле у облику равних, истањених кругова од теста или су имале облик колача слободних облика, званих галете, направљених од млевених житарица (овас, пшеница, раж или јечам)и меда. Галете су се развиле у форму раног слатког пецива, а подаци о тим, првим, врстама дезерта могу се наћи у Долини краљева, на зидовима гробнице фараона Рамзеса II, чија је владавина трајала од 1304. до 1237. пре нове ере. Први познати забележени рецепт за питу је рецепт за пилећу питу и потиче из Месопотамије. Пронађен је на сумерским глиненим плочицама и сматра се да је настао око 2000. године пре нове ере.
Најраније пећи су заправо биле велике глинене посуде, а ватра је паљена унутар њих да би се загрејале. Хлеб је прављен у облику лепиња, на топлим огњиштима. Месо је печено директно изложено ватри, на ражњу или преко врелог угља. Припремано на овај начин месо је често прегоревало, а укусни сокови су капљали, па је било жилаво и суво. Тај проблем у почетку се решавао тако што се месо умотавало лишћем или блатом како би се сачували сокови и спречило загоревање. Убрзо је, уместо блата, за припрему меса почело да се употребљава тесто, направљено од брашна и воде. Тако је настала прва примитивна сочна пита од меса.
Током средњег века кора ових првих пита формирана је као посуда за печење. Стотинама година управо су овакве коре служиле као једини облик посуда за печење и кување на ватри или у пећници, што значи да су се, заправо, сва јела пекла у облику пите. Кора ових средњовековних пита служила је и као посуда за ношење и складиштење. Како је храна у оваквој "посуди" била чврсто затворена, изложена високој температури и заштићена од ваздуха, могла је дуго да остане свежа. Овакве "посуде" звале су се "ковчези" (енг. coffins - мртвачки сандук, лес), што данас звучи морбидно, али је ова реч првобитно означавала корпу или кутију, пре него што је почела да се односи на мртвачки сандук. Кора ових средњовековних пита или "сандука" била је дебела неколико центиметара, како би издржала много сати кувања. Биле су веома тврде и нејестиве, па се јео само његов садржај, а саме коре су даване сиротињи. Понекад су поново коришћене да би се згуснуо кувани паприкаш, слично данашњој запршци.
Прве пите нису припремане као слатки десерт, већ су најчешће биле пуњене месом (говедином, јагњетином, месом дивље патке или голуба) и зачињаване бибером, рибизлама или урмама. Римљани су чак припремали слатке варијанте пите од меса, која се звала secundae mensea. Први рецепт за слатку питу од бундеве забележен је у једном енглеском кувару из 1675. године, а у Америци нису биле популарне све до почетка 19. века. У кувару из 1796. садржи их неколико, док се у Модерној енциклопедији кухања из 1947. године налази преко 60 врста слатких пита.

## Врсте пита у Србији и на Балкану
Како је у свом кувару написала Спасенија Пата Марковић, због доброг укуса пита је једно од најчешћих јела на трпезама Балкана. Такође, у земљама западног Балкана, као и широм Србије праве се све врсте и сви типови пита. Наравно да свака земља Балкана има своју препознатљиву врсту пите. Тако, на пример, бурек везујемо за турску, босанску и кухињу југа Србије.
Баница је карактеристична за бугарску кухињу, а код нас се ова врста пите припрема Пиротском крају: Бела Паланка (Манифестација Дани банице ), Пирот, Бабушница и Димитровград.
Гибаница и гужвара су специјалитети из Шумадије и тако даље.
Генерално гледано пите је могуће сврставати према врсти и начину на који се тањи тесто за коре, према начину слагања и обликовања и према врсти надева. Два основна типа пита су оне које се праве од развијених кора и пите које се праве од теста испуњеног надевом, што потврђује и Вук Караџић у већ наведеном цитату.

### Пите од развијених кора
На простору Балкана реч пита означава, између осталих и на јело од истањеног теста (коре) у које се мота надев или које се пуни, надева. Пите од развијених кора најсличније су буреку. Традиционална српска пита се прави од танко развијених кора, од теста умешеног од белог пшеничног брашна, без додатка квасца или других адитива. Рецепт за тесто за коре је једноставан, брашно, мало соли и вода. Технологија добијања кора није се значајно мењала кроз историју. 
- Пите од кора развучених оклагијом месе се најчешће на југу Србије. У пите од кора развучених оклагијом сврставају се: бурек, гибаница, гужвара, баница, ачак-пита, мантије, пита с месом од катмер кора, а од слатких баклаве и друге пите од разних надева по којима су и добиле име. Те пите, ако су печене под вршником (испод сача) имају другачији укус од пита које су печене у пећници. Ове пите праве се тако што се коре ређају у плех, а између се надевају прженим млевеним месом, сиром, поврћем или воћем. Када се наређа неколико слојева, све се покрива слојем кора. Тако испечен у округлом плеху бурек, односно пита, сече се на троуглове.[10] Постоји и варијанта ове пите коју је најлакше направити - пита гужвара. Прави се тако што се од укупне количине кора одвоји неколико (најчешће 4) целе коре. На дно плеха ставља се половина, остатак се једноставно умочи у припремљени надев, згужва и поређа преко доње коре и све се прекрије преосталим целим корама. Гужвара се најчешће прави са сиром (гибаница гужвара) или се у надев од сира додаје зеље, спанаћ или блитва.[17]

Овакве пите често се поистовећују са буреком. На нашим просторима ипак постоје варијације, зависно од регије што укључује и неизоставне препирке због локалних модификација речи и њиховог значења. Тако је у Босни бурек само са месом, док свако друго пуњење има посебан назив, односно сирница, зељаница, кромпируша, пита са јабуком или вишњама, итд. У Новом Саду, када се каже само бурек углавном се подразумева да је са сиром, док се у Београду увек мора нагласити са чим се бурек жели, јер је један од омиљених и онај празан.
Бурек је највероватније потекао из турске кухиње. На просторе Балкана је дошао са Османлијама у 14. веку и током векова постао национално јело многих балканских народа. Сачувана документа кажу да се још у 15. веку налазио на султанској трпези. Одувек се продавао у специјализованим пекарама - бурегџиницама. Прва бурегџиница у Србији је отворена у Новом Пазару давне 1489. године, а рецепт за препознатљиви округли бурек је настао у Нишу 1498. године. Записано је да га је 1498. први представио чувени турски пекар Мехмед Оглу из Истанбула.
Сама реч börek је турског порекла и у турском језику има изузетно широко значење и означава јела од слојевитог теста, али и многа друга јела од теста. У свим осталим језицима реч је позајмљена и односи се само на неке врсте пецива. Претпоставља се да потиче од турске речи bur што значи савијати, слично као и у српском, где речи савијача долази од савијати, или гибаница од гибати, што такође описује слојевито јело од теста. Постоји и теорија да је оригинални бурек са месом прављен од говеђег желуца, односно бурага и да је због тога назван бурек те да се зато подразумева да је с месом.
Припрема бурека (са вишњама)
- Преко прве коре, којом је прекривен плех (тепсија) ставља се надев (на слици надев од вишања, шећера и презли)
- Делови коре који прелазе преко руба тепсије савију се на унутра и прекривају другом кором
- Преко друге коре ставља се следећи слој фила и тако све док се фил не потроши. На крају се све прекрије још једном кором
- Готов бурек, исечен на троуглове

Припрема пите гужваре са сиром и зељем
- Надев од сира и зеља (блитве, спанаћа и сличног лиснатог поврћа)
- Развучене коре се умачу у надев и гужвају (отуда назив "гужвара")
- Коре треба да су пуне надева
- Тако надевене ређају се у тепсију претходно обложену са 2-3 целе коре
- Поређане коре са надевом прекривају се са још 2-3 целе коре

- Пите за које се коре танко развлаче на столу, преко столњака, представљају такође варијанту бурека, а од њега се разликују по модификацијама у изради. У неким државама Балкана чак и фил којим се коре пуне одређује да ли се одређено јело може назвати буреком.[11] У овакве пите сврставају се: савијаче, стопарник, зељаник и сличне. Пите се такође могу делити и према врсти надева по којима су добиле име. Данас домаћице веома ретко саме месе тесто и развлаче од њега коре, већ се опредељују за куповне.[10]

За прављење овакве пите тесто се развлачи преко целог стола, пуни се надевом и умотава у дугачку "ролну". При стављању у плех оваква ролна се савија у круг, па се таква јела зову пите савијаче. Данас се за прављење савијача у домаћинству најчешће користе готове коре, које су мале и не тако савитљиве као оне од свеже развученог теста, па се оне не савијају у округли плех, већ се ролнице ређају једна до друге у четвртасти.
Пита савијача са различитим надевима
- Кромпируша
- Пита са печуркама
- Пита са белим месом
- Пита са печеним паприкама
- Бундевара
- Пита са јабукама
- Пита са вишњама

### Пите од теста
Пите се такође могу правити и од лиснатог и прхког теста, а постоје и оне које се не пеку у пећници, већ се прже на масти.
- Пите од прхког (масног) теста праве се тако што се замешено тесто подели на два дела. Један део се ставља на дно плеха за печење, преко њега се ставља надев и све се покрива другим делом. У ове пите спадају разне лење пите и пите надевене воћем и шаумом (дамен каприц, саће и сличне).[10] Постоји и варијанта ове пите без горње коре, где се само калуп обложи тестом, а надев остаје отворен. У ову категорију спадају тарт,[21] киш[22] и друга слична јела.
- Пите од лиснатог теста праве се тако што се тесто замеси, развуче и подели на два једнака дела. Затим се један део премаже машћу, а други стави преко њега, па се све поново развуче. Овај поступак понавља се неколико пута. На крају се поступа исто као код пита од прхког теста. При печењу се слојеви одвојени машћу делимично раздвоје, па је резултат тесо које се "разлистава". Најпознатије пите од лиснатог теста су кремпита и шаум пита. Ове пите се најчешће праве са слатким, најчешће воћним надевом, мада постоје и оне са сланим надевима.[10]
- Пите које се прже на масти праве се тако што се надев ставља између два слоја теста који се по ивицама добро саставе, а затим се прше на масти. У ове пите спадају, између осталих и бошчалуци с месом, јастучићи, пржене слатке пите с преливом и друге.[10]

## Слатке и слане пите
У традицији балканских народа праве се пите како са сланим, тако и са слатким надевима. Најпопуларније слане пите су: пита од сира, или сирница, пита од кромпира, или кромпируша, пита од зеља или зељаница, пита од меса, која се најчешће назива бурек, пита од гљива и друге. Најпопуларније слатке пите пита од јабука, пита од вишања, пита од бундеве или бундевара и друге.
Најпопуларније пите у српској кухињи:
- пита са месом (свињским, јунећим или мешаним), најчешће се прави као бурек, али постоје и многи други рецепти
- гибаница (увек са сиром и кајмаком)
- пита са сиром (сирница)
- пита гужвара (најчешће са сиром)
- пита са зељем (зељаница)
- пита са кромпиром (кромпируша)
- пита са киселим купусом (купусник)
- пита са пиринчем (пиринчара)
- пита са поврћем и месом
- пита са сиром и спанаћем
- пита са празилуком
- пита са печуркама и луком
- пита са бундевом (бундевара)
- пита са тиквом (тиквеник)
- сува пита (са орасима, а често се у надев додаје сувим грожђем, сувим шљивама и слично)
- пита са јабукама
- пита са вишњама

Неке пите у грчкој кухињи:
- кефалонијска месна пита (са јагњећем месом)
- турта — критска јагњећа пита
- пита од спанаћа
- пита са туњевином

Неке пите у турској кухињи:
- ачак пита
- баклава

Неке пите у македонској кухињи:
- Пастрмајлија

Неке пите у бугарској кухињи - банице:
- савијача са копривама
- пита са луком и паприкама

Неке пите у румунској кухињи:
- румунска пита (кукурузно брашно, кајмак, суво месо или суве кобасице)

Неке пите у албанској кухињи:
- албанска пита са поврћем (byrek Shqiptar me perime)
- пита са празилуком
- пита са кајмаком (flia kabarma)

## Сервирање и конзумирање
Пите са сланим надевима могу се сервирати као топло или хладно предјело, иако је гастрономско правило да се служе на завршетку обеда. Слатке пите се топле или хладне служе само на завршетку оброка. Правилно је да се пите сервирају на посебне тањире, из којих се парчад узима и једе на малим тањирима, малом виљушком и ножем. Слане пите најчешће се служе уз јогурт.